# Uzi Landau

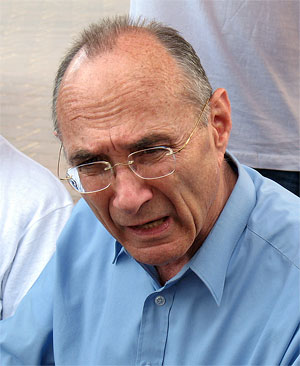
Uzi Landau, 2008

Uzi Landau (hebräisch עוזי לנדאו; * 2. August 1943 in Haifa) ist ein israelischer Politiker und ehemaliger Knesset-Abgeordneter der Jisra’el Beitenu.

## Leben
Von 2001 bis 2003 war er Minister für Innere Sicherheit;  2003 bis 2004 war er Minister im Amt des Premierministers, 2009 bis 2013 Minister für Nationale Infrastruktur und von 2013 bis Mai 2015 war er Tourismusminister in Israel.